# Vereinigte Kesselwerke
Die Vereinigten Kesselwerke (VKW) waren ein deutsches Unternehmen zur Herstellung von Dampfkesseln, Feuerungen und anderen energietechnischen Anlagen mit Sitz in Düsseldorf und in der Rechtsform einer Aktiengesellschaft. Das 1927 durch Fusion entstandene Unternehmen stellte Anfang der 1990er Jahre aufgrund wirtschaftlicher Schwierigkeiten den Betrieb ein.

## Geschichte

### Vorgänger, Vereinigung und Konsolidierung
Die Vereinigten Kesselwerke entstanden 1927 durch Zusammenschluss des führenden Vorgängerunternehmens Jacques Piedboeuf in Düsseldorf mit den Kesselwerken Petry-Dereux in Düren und Gewerkschaft Orange in Gelsenkirchen.

#### Jacques Piedboeuf, Düsseldorf

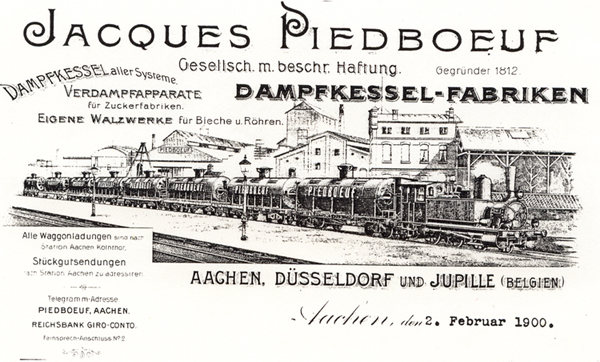
Werbung (um 1900)

Das spätere VKW-Hauptwerk in Düsseldorf-Oberbilk wurde ab 1857 von der wallonischen Unternehmerfamilie Piedbœuf aufgebaut. Ausgehend vom Stammsitz in Belgien, einer 1812 gegründeten Kesselschmiede in Jupille-sur-Meuse bei Lüttich, wagte der Unternehmensgründer Jacques Pascal Piedbœuf (1782–1839) im Jahr 1833 erfolgreich den Sprung nach Deutschland, wo er in und bei Aachen eine Kesselfabrik und ein Walzwerk gründete. Die Leitung übergab er seinem ältesten Sohn Jacques. Dessen jüngster Bruder Jean Pascal übernahm später die weitere Expansion Richtung Ruhrgebiet und gründete weitere eisenverarbeitende Werke in Neuss und Düsseldorf, darunter auch die Kesselfabrik in Oberbilk und das Eisenblechwalzwerk Piedboeuf, Dawans & Co. in Eller.
Das ehemalige Werksgelände liegt in Düsseldorf-Oberbilk an der Werdener Straße (51° 12′ 58,3″ N, 6° 48′ 19,3″ O).
Die Kesselfabrik profitierte in den folgenden Jahren sehr von einer intensiven Kooperation mit benachbarten, vertikal vorgeschalteten Werken, insbesondere der Düsseldorfer Röhren- und Eisenwalzwerke AG, und entwickelte sich zum Ende des 19. Jahrhunderts zu einem der führenden Kesselhersteller in Deutschland.

#### Petry-Dereux, Düren

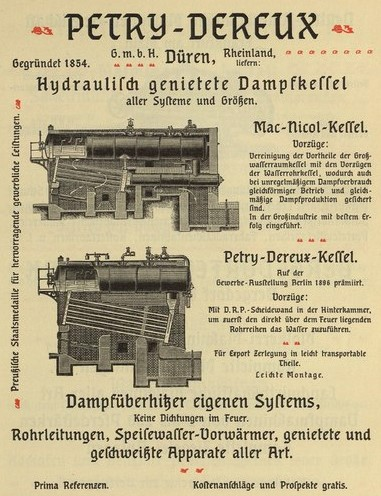
Petry-Dereux 1900

Die Dampfkessel-Fabrik Petry-Dereux GmbH in Düren-Rölsdorf wurde 1854 von dem aus Belgien stammenden Unternehmer Toussaint Pétry gegründet. Später übernahm sein Erbe Léon Pétry die Geschäftsführung.
Petry-Dereux war zum Ende des 19. Jahrhunderts ein führender Hersteller von Dampfkesseln und Halter zahlreicher Patente.
Im Jahr 1927 gingen Petry-Dereux nach wirtschaftlichen Schwierigkeiten durch Fusion in den VKW auf. 1933 wurde unter Konzentration auf den Standort Düsseldorf die Fertigung am Standort Düren stillgelegt, 1939 wurde das Werk verkauft.

#### Orange, Gelsenkirchen
Der Betriebsteil Orange entstand 1873 als Schalker Verein für Kesselfabrikation in der Nachbarschaft des Schalker Gruben- und Hüttenvereins in Gelsenkirchen-Bulmke. Gegründet wurde das Unternehmen vom Unternehmer Friedrich Grillo gemeinsam mit den Essener Investoren Carl Funke, Waldthausen und Hagedorn. Grillo besaß nahe dem Schalker Verein bereits das Walzwerk Schalker Eisenhütte, dessen Produkte er im Kesselwerk weiterverarbeiten wollte.
Im Jahr 1878 wurden die Bestände der Eisenerzgruben „Orange“ (ehemalig Besitz der Herzöge von Oranien-Nassau, auch Prinzen von Orange) und „Georgine“ im Lahn-Dill-Gebiet angegliedert; das gemeinsame Unternehmen firmierte nun als Bergrechtliche Gewerkschaft unter dem Namen Orange.
Nach dem Ersten Weltkrieg litt das Unternehmen sehr unter der allgemeinen Wirtschaftskrise im Zuge der Hochinflation und wurde daher 1922 an die DEMAG in Duisburg angegliedert. 1925 wurde das Werk in Bulmke, das durch Bergsenkungen schwer in Mitleidenschaft gezogen war, geräumt und ein neues Gelände am Hafen Gelsenkirchen am Rhein-Herne-Kanal bezogen.
Im Jahr 1927 erfolgte dann der Zusammenschluss zu dem Vereinigten Kesselwerken. Die Fertigung im Werk Orange wurde von VKW fortgeführt, ruhte jedoch ab 1932 im Rahmen der Konzentration vorübergehend. Im Jahr 1938 wurden das Werk dann an die Dortmunder Union Brückenbau AG (eine Tochter der Vereinigte Stahlwerke AG) abgegeben, die es als Werk für den Brückenbau und sonstigen Stahlbau weiterführte. Später wurde hieraus die Rheinstahl-Union Brückenbau AG, noch später die Rheinstahl-Union Maschinen- und Stahlbau AG.

### Wachstum und Blüte
Nach der Stilllegung und dem anschließenden Verkauf des Betriebsteile in Düren und Gelsenkirchen in den 1930er Jahren wurde die Geschäftstätigkeit ganz auf den größten Standort – das ehemalige Piedboeuf-Werk – in Düsseldorf konzentriert.
Nach dem Zweiten Weltkrieg entwickelten sich die VKW zu einem der führenden Kesselhersteller in Deutschland und lieferte insbesondere in den 1960er und 1970er Jahren zahlreiche Dampferzeuger und andere Ausrüstung für Kraftwerke und Industrieanlagen im In- und Ausland.
Zwischen 1963 und 1974 wurden die VKW unter der Leitung von Theodor Piedboeuf schrittweise in den Deutsche-Babcock-Konzern überführt und dort unter der neuen Mutter Babcock-BSH eingeordnet.
Ab Mitte der 1960er Jahre übernahm VKW, beginnend mit der Anlage im Heizkraftwerk Flingern, eine führende Rolle bei der Entwicklung von Müllverbrennungsanlagen.
Mitte bis Ende der 1960er Jahre waren die VKW kurzzeitig in Zusammenarbeit mit BBC, Krupp Reaktorbau und dem Kernforschungszentrum Jülich auch an der Entwicklung von Wärmetauschern für nukleare Hochtemperaturreaktoren (AVR) beteiligt.
Ab Anfang der 1980er Jahre kam VKW eine führende Rolle bei der Entwicklung von stationären Wirbelschichtfeuerungen für schwierige Brennstoffe zu.

### Niedergang und Schließung
Nachdem in den 1960er und 1970er Jahren in Deutschland zahlreiche Kraftwerke neu errichtet worden waren, ging das Auftragsvolumen in den 1980er Jahren stark zurück, was nur zu einem Teil durch internationales Geschäft kompensiert werden konnte. Infolgedessen geriet die gesamte deutsche Energieanlagenbaubranche in eine Krise. Es kam zu einem Konzentrationsprozess, in dessen Rahmen viele Unternehmen, darunter auch der Babcock-Konzern, Überkapazitäten abbauten. Dieser Entwicklung fiel letztlich auch die Babcock-Tochter VKW zum Opfer: Babcock konzentrierte 1989/90 die Kesselherstellung in Oberhausen; das Werk in Oberbilk wurde vollständig geschlossen.
Nach der Schließung im Jahre 1991 wurden alle Werksanlagen gesprengt oder abgerissen, das Gelände bis Mitte der 1990er Jahre in Brachland zurückgewandelt.
Nach der Insolvenz des ehemaligen VKW-Mutterkonzerns Babcock Borsig im Jahr 2002 übernahm der Bau- und Liegenschaftsbetrieb NRW im Jahr 2004 das Grundstück. Im Rahmen eines Architektenwettbewerbs wurde ein Konzept für eine Umwandlung des Geländes erarbeitet. Als erste neue Bebauung entstand bis 2009 das Land- und Amtsgerichtsgebäude. Das Gelände soll weiter zum „Justizzentrum Werdener Straße“ ausgebaut werden.